# Valeriu Tabără
Valeriu Tabără (ur. 1 lipca 1949 w miejscowości Sălciua w okręgu Alba, zm. 29 kwietnia 2025 w Timișoarze) – rumuński polityk, agronom i wykładowca akademicki, deputowany czterech kadencji, w latach 1994–1996 i 2010–2012 minister rolnictwa, były przewodniczący Rumuńskiej Partii Jedności Narodowej.

## Życiorys
W 1967 ukończył szkołę średnią w Baia de Arieș, następnie kształcił się w technikum finansowym. Od 1968 do 1973 studiował w Instytucie Agronomicznym w Timișoarze. W 1984 uzyskał doktorat w zakresie nauk rolniczych. Pracował w jednym z przedsiębiorstw w Lovrinie, w 1977 został nauczycielem akademickim na uniwersytecie rolniczym w Timișoarze, gdzie w 1996 objął stanowisko profesora. Uzyskał członkostwo m.in. w rumuńskiej akademii nauk rolniczych (ASAS).
Od 1972 do czasu rozwiązania w 1989 był członkiem Rumuńskiej Partii Komunistycznej. W 1991 dołączył do nacjonalistycznej Rumuńskiej Partii Jedności Narodowej. Został wiceprzewodniczącym tej formacji, a w 1997 po wykluczeniu Gheorghe'a Funara stanął na czele PUNR. W 2002 przeszedł do Partii Demokratyczno-Liberalnej.
Był członkiem rady administracyjnej prefektury Temesz (1991–1992), wybierany również na radnego tego okręgu (2004, 2008). W latach 1992–2000 i 2004–2012 przez cztery kadencje sprawował mandat posła do Izby Deputowanych. Od 1994 do 1996 zajmował stanowisko ministra rolnictwa w rządzie, którym kierował Nicolae Văcăroiu. Po raz drugi stanął na czele tego resortu w 2010 w gabinecie Emila Boca. Pełnił tę funkcję do końca funkcjonowania tego rządu w 2012. W tym samym roku zrezygnował z ubiegania się o parlamentarną reelekcję.